# زیردریایی یو-۴۴۰
زیردریایی یو-۴۴۰ (به انگلیسی: German submarine U-440) یک زیردریایی است که طول آن ۶۷٫۱ متر (۲۲۰ فوت ۲ اینچ) می‌باشد. این زیردریایی در سال ۱۹۴۱ ساخته شد.